# Goms
Goms je obec ve švýcarském kantonu Valais. Žije zde přibližně 1 200 obyvatel.
Obec vznikla 1. ledna 2017 sloučením bývalých obcí Blitzingen, Niederwald, Grafschaft, Münster-Geschinen a Reckingen-Gluringen. Sídlem obecní správy je Gluringen. Znak byl převzat z bývalé obce Münster-Geschinen.